# Auxois (Pferd)
Der Auxois ist eine schwere Kaltblutpferderasse aus Frankreich. Die Rasse wird vorwiegend als Arbeitspferd eingesetzt.
Hintergrundinformationen zur Pferdebewertung und -zucht finden sich unter: Exterieur, Interieur und Pferdezucht.

## Exterieur
Das Exterieur des Auxois wird bestimmt durch seinen massigen großrahmigen Körperbau. Er besitzt große Ähnlichkeiten zum Ardenner und Trait du Nord. Der Auxois hat einen großen schweren Kopf, der von einem kurzen, massigen Hals getragen wird. Der ausgeprägte Widerrist geht in den kurzen breiten Rücken über. Die Kruppe und die kurzen Extremitäten sind sehr muskulös, die Gelenke kräftig und groß. Der Auxois hat in der Regel nur wenig Behang. Die Brust und Schultern sind ebenfalls muskulös und sehr massig. Trotz des massiven Körperbaus hat der Auxois fließende, raumgreifende schöne Bewegungen. Die Widerristhöhe beträgt 160 bis 168 cm.
Bei der Fellfarbe herrschen Braune vor. Seltener sind auch rotgraue Schimmel, Füchse und Falben vertreten.

## Interieur
Vom Interieur ist der Auxois freundlich und gutmütig. Dieser seit dem Beginn der Zucht betonte Charakter prädestiniert die Tiere als Arbeitspferde. Sie sind genügsam, unempfindlich, ausdauernd und arbeitswillig.

## Zuchtgeschichte
Beim Auxois soll es sich um das bereits im Mittelalter häufig eingesetzte Burgunderpferd handeln. Wegen seines massiven Körperbaus wurde das Pferd häufig allein für die Fleischproduktion gezüchtet. Im 19. Jahrhundert wurde es durch Einkreuzungen von Percheron und Boulonnais gezielt als schweres und kräftiges Zugpferd für den Einsatz in der Landwirtschaft gezüchtet. Im 20. Jahrhundert wurden nur noch Ardenner und Trait du Nord-Pferde zur Einkreuzung verwendet, weshalb das Exterieur des Auxois große Ähnlichkeiten zu diesen Rassen aufweist. Das Hauptzuchtgebiet liegt in Burgund in der namengebenden Region von Auxois, aber auch in den Départements Yonne, Côte-d’Or und Saône-et-Loire.

## Einsatz
Der Auxois wird überwiegend in der Landwirtschaft als starkes Arbeits- und Zugpferd eingesetzt. Obwohl die Bestandszahlen rückläufig sind, wird er weiterhin als Schlachtpferd wegen seines hohen Schlachtkörpergewichts und geringen Knochenanteils bevorzugt.